# Tesoro de los gelanos
El Tesoro de los gelanos (en griego antiguo: Θησαυρὸς τῶν Γελωίων, romanizado: Thēsauros tōn Gelōiōn), también conocido como Tesoro XII,  fue un tesoro en la Terraza de los Tesoros de Olimpia, Grecia. Recibe su nombre del hecho de que se cree que fue construido por la ciudad siciliana de Gela. Las ruinas del tesoro se encuentran en Archaía Olympía, en el Santuario de Olimpia que es Patrimonio de la Humanidad de la Unesco.

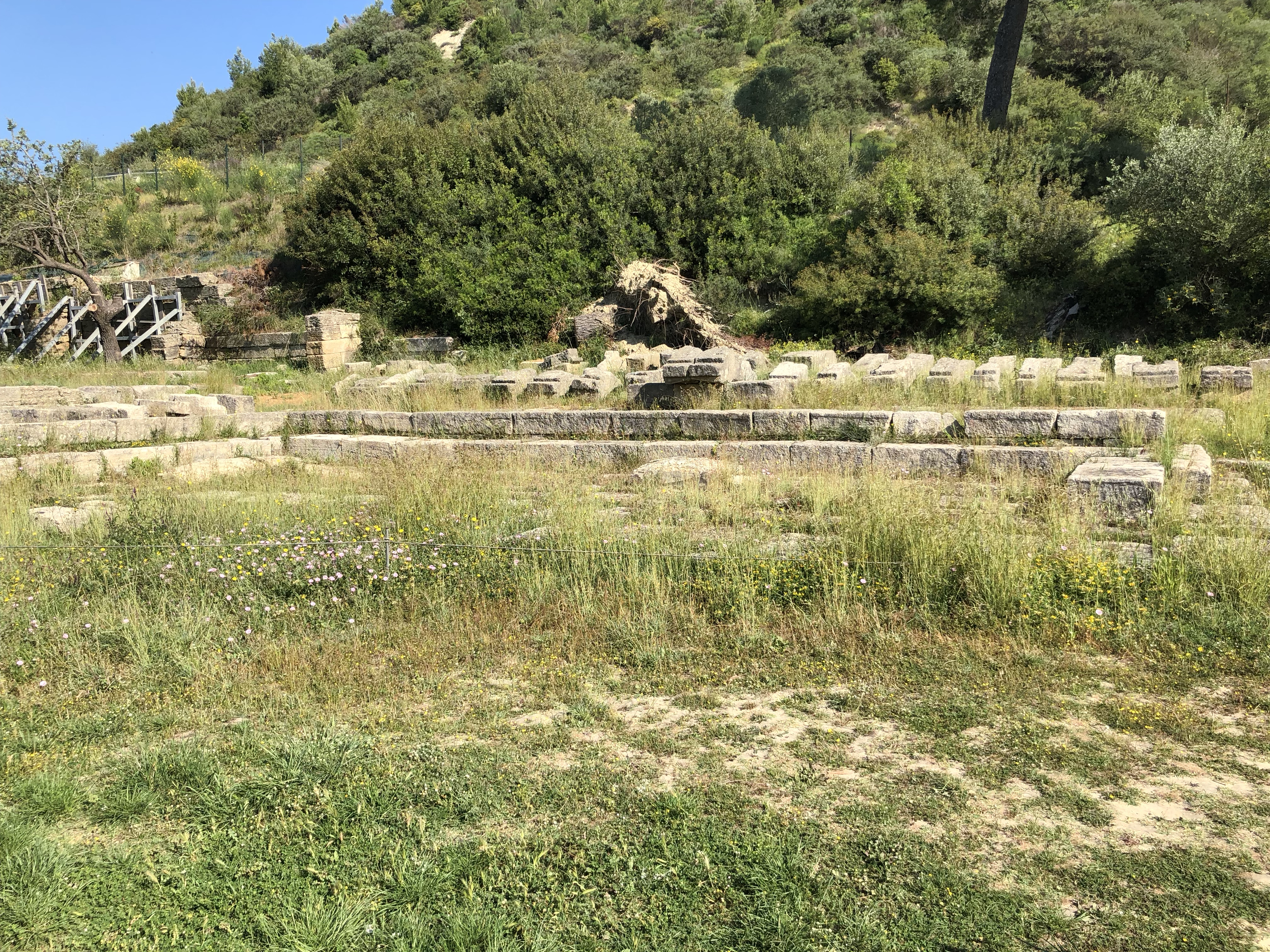
Ruinas del tesoro de los gelanos.

Se construyó en la época arcaica, en torno a los años 575–550 a. C. Era una de las muchos tesoros de Olimpia, construidos en fila en el lado norte del santuario, en la ladera sur del monte Cronio, entre el Ninfeo de Herodes Ático y el Estadio. El tesoro de los gelanos era el duodécimo y último de ellos, orientado hacia el oeste. En su lado occidental se encontraba el Tesoro de los megarenses..
El tesoro de los gelanos era el mayor de Olimpia. Era un pequeño templo griego, de estilo dórico, y era el único próstilo hexástilo de los tesoros de Olimpia, es decir, tenía seis columnas a lo ancho y dos a lo ancho en su fachada. El pórtico se añadió alrededor del año 500 a. C. La cella del edificio medía unos 13,18 m de ancho y 10,98 m de largo. La fachada daba al sur. En el interior de la cella, se considera que había cuatro columnas en la pared posterior y cuatro columnas en cada pared lateral. La cella también contenía una gran estatua, de la que se conserva un pedestal.
El tesoro estaba cubierto con un revestimiento de terracota, decorado con motivos geométricos pintados en negro, rojo y blanco. Este tipo de revestimiento solía proteger los edificios de madera o ladrillo. Como el tesoro era de piedra, parece que se trataba más bien de un recurso estilístico deliberado.